# Ritterhude
Ritterhude è un comune di 14.367 abitanti della Bassa Sassonia, in Germania.
Appartiene al circondario di Osterholz.

## Amministrazione

### Gemellaggi
Ritterhude è gemellata con:
- Bad Belzig
- Scheemda
- Sztum
- Val-de-Reuil

Ritterhude ha un rapporto di patronato su:
- Sagay